# Bordtennis under sommer-OL 2008
Bordtennis under Sommer-OL 2008 står på det olympiske program for sjette gang 2008 i Beijing. Der skal spilles single- og holdkonkurrencer for herrer og for damer. Bordtennisturneringerne bliver afviklet i perioden 13. til 23. august. 

## Medaljefordeling

### Medaljetabel
| Rank              | Nation            | Guld | Sølv | Bronze | Total |
| ----------------- | ----------------- | ---- | ---- | ------ | ----- |
| 1                 | Kina (CHN)        | 4    | 2    | 2      | 8     |
| 2                 | Singapore (SIN)   | 0    | 1    | 0      | 1     |
| 2                 | Tyskland (GER)    | 0    | 1    | 0      | 1     |
| 4                 | Sydkorea (KOR)    | 0    | 0    | 2      | 2     |
| Total (4 nations) | Total (4 nations) | 4    | 4    | 4      | 12    |

### Events
| Event           | Guld                                           | Sølv                                                             | Bronze                                                        |
| --------------- | ---------------------------------------------- | ---------------------------------------------------------------- | ------------------------------------------------------------- |
| Men's singles   | Ma Lin · Kina                                  | Wang Hao · Kina                                                  | Wang Liqin · Kina                                             |
| Men's team      | Kina (CHN) · Ma Lin · Wang Hao · Wang Liqin    | Tyskland (GER) · Christian Suss · Dimitrij Ovtcharov · Timo Boll | Sydkorea (KOR) · Oh Sang-Eun · Ryu Seung-Min · Yoon Jae-Young |
| Women's singles | Zhang Yining · Kina                            | Wang Nan · Kina                                                  | Guo Yue · Kina                                                |
| Women's team    | Kina (CHN) · Guo Yue · Wang Nan · Zhang Yining | Singapore (SIN) · Feng Tianwei · Li Jiawei · Wang Yuegu          | Sydkorea (KOR) · Dang Ye-Seo · Kim Kyung-Ah · Park Mi-Young   |